# ماركوس بيرغ
ماركوس بيرغ (بالسويدية: Marcus Berg)‏ هو لاعب كرة قدم سويدي من مواليد 1986. يلعب في مركز مهاجم. انضم في سنة 2008 إلى منتخب السويد لكرة القدم.

## روابط خارجية
- ماركوس بيرغ على موقع الاتحاد الدولي (مؤرشف)  (الإنجليزية)
- ماركوس بيرغ على موقع الاتحاد الأوربي (الإنجليزية)
- ماركوس بيرغ على موقع اتحاد السويد (السويدية)
- ماركوس بيرغ على موقع قاعدة بيانات كرة القدم.إي يو (الإنجليزية)
- ماركوس بيرغ على موقع بيانات كرة القدم. دي إي (الألمانية)
- ماركوس بيرغ على موقع ليكيب (الفرنسية)
- ماركوس بيرغ على موقع ناشيونال فوتبول تيمز (الإنجليزية)
- ماركوس بيرغ على موقع Soccerway.com (الإنجليزية)
- ماركوس بيرغ على موقع عالم كرة القدم.نت (الإنجليزية)
- ماركوس بيرغ على موقع كووورة